# Vireo gracilirostris
Vireo gracilirostris — вид воробьинообразных птиц из семейства виреоновых. Ранее считался одним видом с ныне выделенным в отдельный вид Vireo chivi. Отличается от последнего значительно более тусклым оперением и существенно более длинным клювом. Эндемик бразильского острова Фернанду-ди-Норонья.

## Описание
Длина тела 14 см, вес 11,5-25,1 г. Корона и верхняя часть тела птицы тусклого серовато-оливкового оттенка. Внизу спинки и на хвосте он становится более зелёным.

## Биология
Питаются насекомыми.
МСОП присвоил виду охранный статус NT.